# Kaba Gassama
Pour les articles homonymes, voir Gassama.
Kaba Gassama Cissokho, née le 16 août 1997 à Granollers, est une joueuse espagnole de handball.
Elle évolue au poste de pivot au Club Balonmano Granollers et connaît sa première sélection en équipe d'Espagne le 17 mars 2017 en amical contre la équipe de Roumanie. Son frère Mamadou Gassama est aussi handballeur.
En 2020, elle rejoint la France et le Nantes Atlantique HB pour une saison puis le CJF Fleury Loiret pour la saison suivante. En 2022, elle prend la direction de l'Allemagne et du SG BBM Bietigheim.